# Numida
Numida is een geslacht van vogels uit de familie van de parelhoenders (Numididae).

## Soorten
Het geslacht kent de volgende soort: 
- Numida meleagris – Helmparelhoen